# Крашенинниковит
Крашенинниковит — минерал, назван в честь Степана Петровича Крашенинникова (1711-1755), одного из первых натуралистов Камчатки. Название минерала, утверждённое IMA: Krasheninnikovite.
Номер минерала в IMA: 2011-044. Впервые обнаружен на Камчатке на склонах вулкана Толбачик.
Форма выделения: образует длиннопризматические кристаллы и игольчатые кристаллы размером до 1 мм.
Параметры элементарной ячейки: a = 16,6682(2), c = 6,9007(1) Å
Объем ячейки: 1660,36(4) A3

## Публикации
Pekov I.V., Zelenski M.E., Zubkova N.V., Ksenofontov D.A., Kabalov Y.K., Chukanov N.V., Yapaskurt V.O., Zadov A.E., Pushcharovsky D.Yu. Krasheninnikovite, KNa2CaMg(SO4)3F, a new mineral from the Tolbachik volcano, Kamchatka, Russia // American Mineralogist, 2012, 97(10), 1788-1795.